# Cilostazol
Cilostazol é um fármaco utilizado pela medicina na prevenção de novos acidentes vasculares cerebrais, nas vasculopatias ateroscleróticas ou diabéticas e na claudicação intermitente causada pela Doença arterial obstrutiva periférica. Ele atua inibindo a Fosfodiesterase III, causando aumento de AMP cíclico, o que resulta em inibição reversível da agregação plaquetária e relaxamento da musculatura lisa vascular, o que causa vasodilatação periférica   
1. ATC - WHO. Disponível em: https://web.archive.org/web/20080506023243/http://www.whocc.no/atcddd/new_atc_ddd.html